# Kölner Brunnenheiligtum

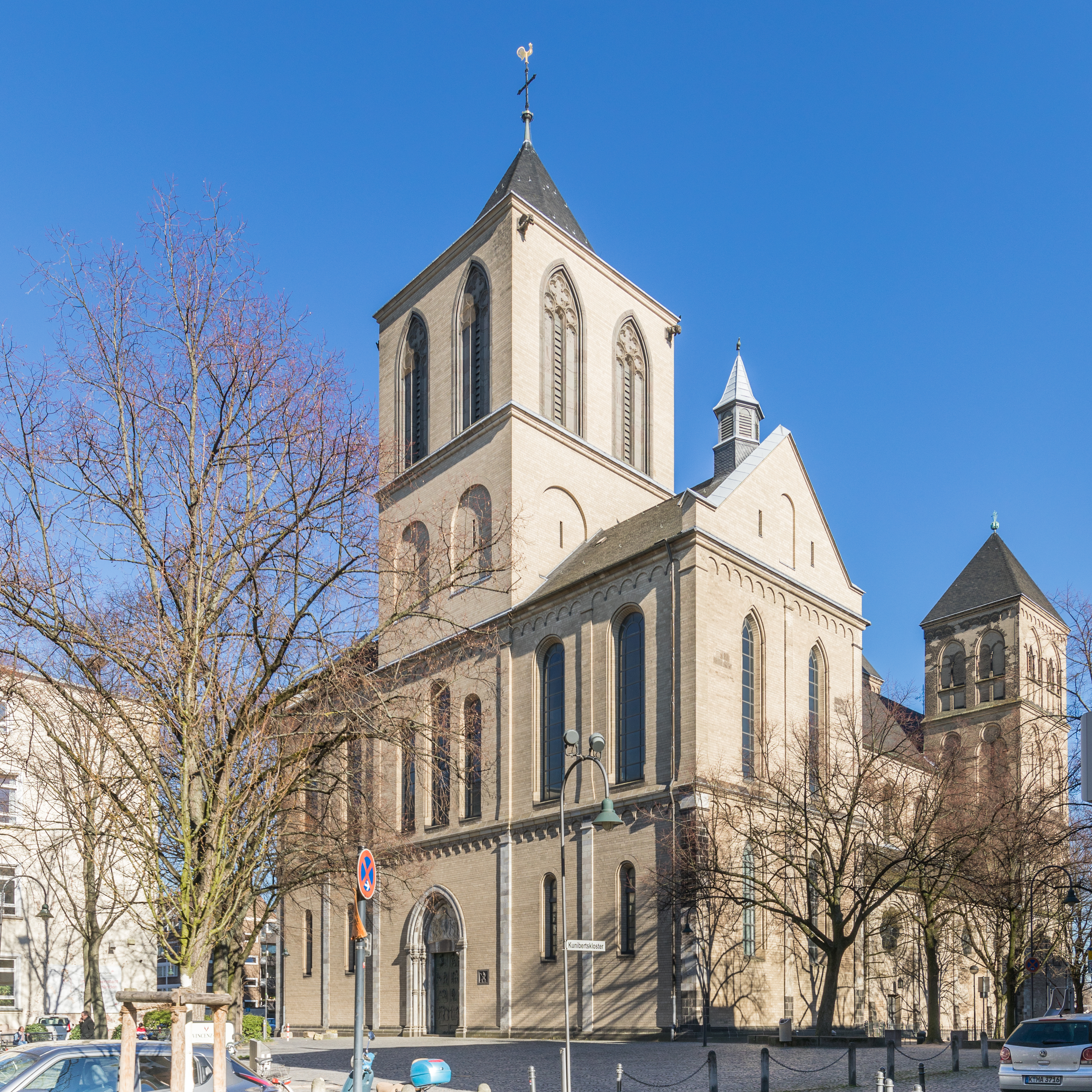
St. Kunibert

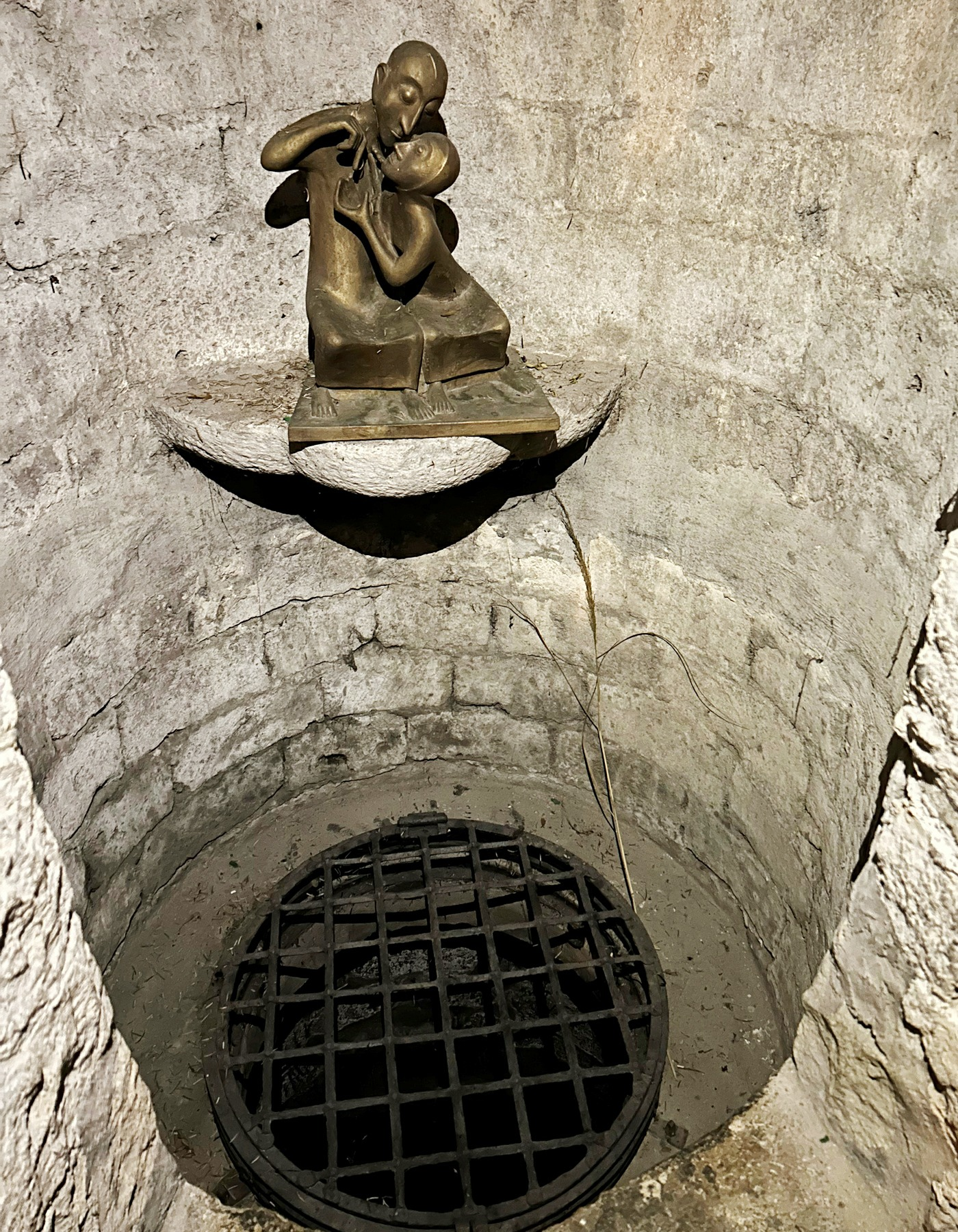
Brunnennische des „Kunibertspütz“ mit einer Bronzefigur in Form eines Tröstenden in der Krypta unterhalb der Kirche des Kunibertstifts (2023)

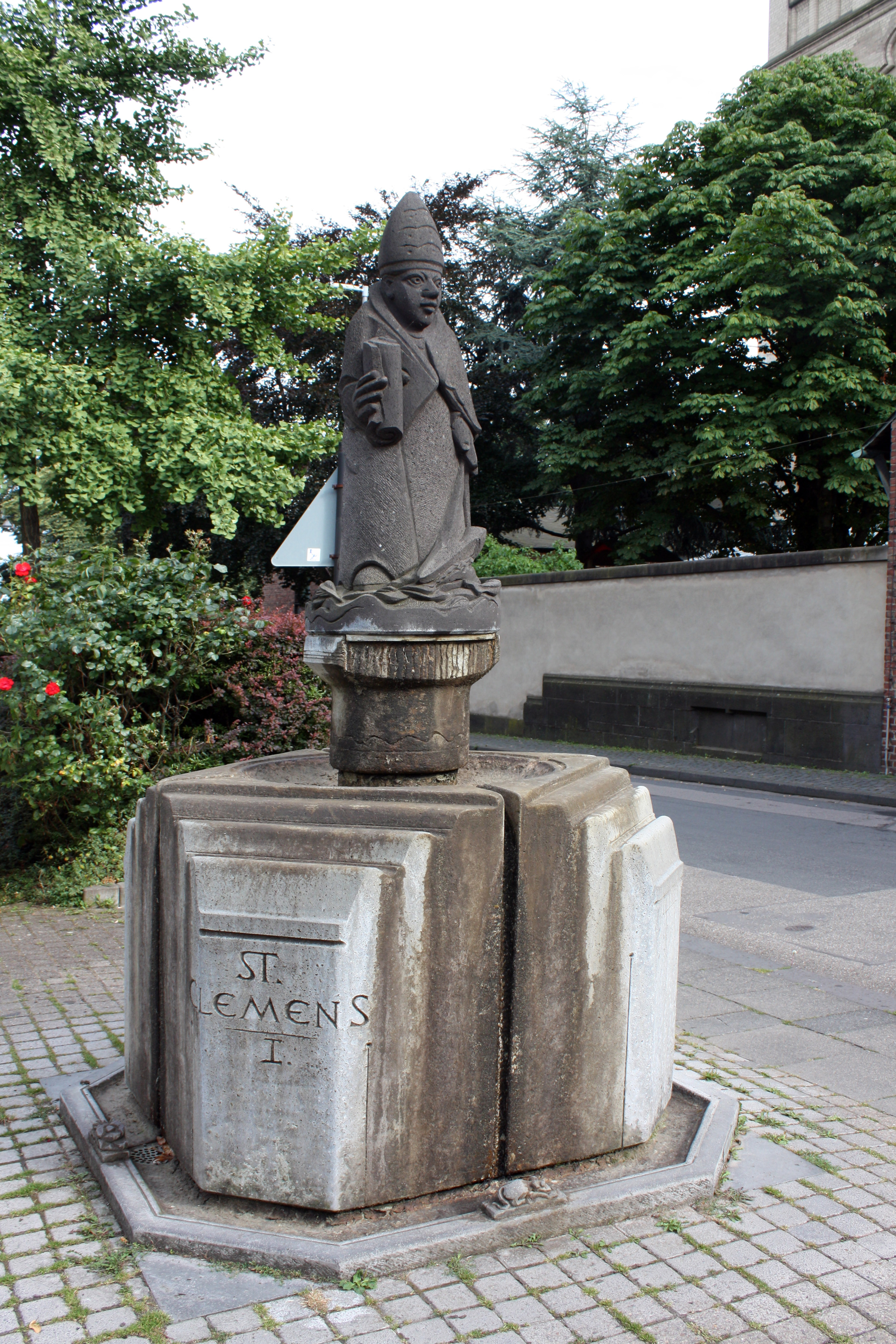
St. Clemensbrunnen

Auf ein frühes Kölner Brunnenheiligtum geht möglicherweise die Vorgängerkirche, die 866 erwähnte Herrenstiftskirche St. Kunibert zurück. Spuren des möglichen heidnischen Heiligtums, der Kunibertspütz, befinden sich noch heute unterhalb der Ostapsis, in der Krypta der Kirche.

## Von der Kultstätte zum christlichen Kirchenbau
Im 7. Jahrhundert errichtete Erzbischof Kunibert von Köln vor der nördlichen Römermauer, möglicherweise auf dem Areal einer frühen fränkischen Kultstätte, eine am Rhein gelegene Kirche. Er bestimmte die kleine Kirche als seine Grabstätte und weihte sie dem auch als Wasserheiligen verehrten Clemens. Die Kirche verlor in späterer Zeit ihr ursprüngliches Patrozinium und wurde wohl nach der Erhebung ihres Gründers als Sankt Kunibert geweiht.

### Legenden
1955 wurde eine von Elmar Hillebrand gestaltete Bodenplatte im Bereich von Vierung und dem Chor der Kirche eingelassen, die auf die Krypta und den „Kunibertspütz“ verweist. Der so sichtbare Hinweis verhilft alten Legenden zu neuem Leben:
- Schon im mittelalterlichen Volksglauben der Kölner spielte der „Kunibertspütz“ eine große Rolle. So soll das Wasser des vorchristlichen Brunnens, dessen Spuren sich noch in St. Kuniberts Untergrund befinden, angeblich die Fruchtbarkeit der Frauen erhöht haben, falls sie von seinem Wasser tranken. Heute verschließt eine Bodenplatte in Höhe der Vierung den Brunnenschacht.
- Auf dem Grund des Brunnens sollen nach der volkstümlichen Legende die Gottesmutter und die Seelen der ungeborenen Kinder Kölns in paradiesischer Umgebung spielen.
- Eine Redensart der Kölner besagt: Der waschechte Kölner ist mit dem Wasser aus dem Pütz in St. Kunibert getauft.
- oder auch auf Kölsch:

```
  
Us däm ahle Kunebäätspötzge

  
kumme mer all ohn Hemp un Bötzge.

  
Jo dä Storch, dä hat uns heimjebraat
 
  
un bei der Mamm en et Bett jelaat
```

### St. Clemensbrunnen
Ein neuerer und zugänglicher Clemens von Rom gewidmeter Brunnen steht am Rand der Kunibertsklostergasse zwischen dem dortigen St. Marien-Hospital und der Kirche St. Kunibert.
Den St. Clemensbrunnen schuf Titus Reinarz, ein in Sinzig lebender deutscher Bildhauer.